# Qualifications pour la Coupe du monde de futsal de 2021 : zone Europe
Les qualifications de la zone Europe pour la Coupe du monde 2021 sont organisés par l'Union des associations européennes de football (UEFA) et concernent 48 sélections nationales pour 6 places qualificatives. 

Europe • Afrique • Amérique du Nord, Amérique centrale et Caraïbes
Amérique du Sud • Asie • Océanie
Qualifications 2024 : Zone Europe

## Format
La Lituanie étant qualifiée en tant qu'organisateur, elle ne participe pas aux qualifications de la zone Europe. Parmi les 54 autres nations affiliées à l'UEFA, 48 participent à la compétition qui se déroule en quatre phases :
- Tour préliminaire : les trente-deux équipes les moins bien classées sont réparties en huit groupes de quatre, chaque groupe se disputant en aller simple dans un des pays qui le composent. Les deux premiers de chaque groupe accèdent au tour principal.
- Tour principal : les seize meilleures équipes et les seize qualifiés sont répartis en huit groupes de quatre, chaque groupe se disputant en aller simple dans un des pays qui le composent. Les deux premiers de chaque groupe accèdent au tour élite.
- Tour élite : les seize pays qualifiés sont répartis en quatre groupes de quatre, chaque groupe se disputant en aller simple dans un des pays qui le composent. Le premier de chaque groupe se qualifie pour la Coupe du monde 2021. Le deuxième accède aux barrages.
- Barrages : les quatre deuxièmes s'affrontent en matchs aller-retour à élimination directe. Les deux vainqueurs sont qualifiés pour la Coupe du monde 2021.

## Équipes engagées
48 des 55 fédérations membres de l'UEFA participent aux qualifications de la zone européenne.
Le pays hôte, qualifié d'office, n'est pas compté parmi ces participants :
- Lituanie.

Six pays ne s'inscrivent pas : 
- Autriche,
- Irlande,
- îles Féroé,
- Islande,
- Liechtenstein,
- Luxembourg.

32 équipes nationales font leur entrée au tour préliminaire :
- Albanie,
- Allemagne,
- Andorre,
- Angleterre,
- Arménie,
- Belgique,
- Biélorussie,
- Bosnie-Herzégovine,
- Bulgarie,
- Chypre,
- Danemark,
- Écosse,
- Estonie,
- Finlande,
- Géorgie,
- Gibraltar,
- Grèce,
- Irlande du Nord,
- Israël,
- Kosovo,
- Lettonie,
- Macédoine du Nord,
- Malte,
- Moldavie,
- Monténégro,
- Norvège,
- Pays-Bas,
- Pays de Galles,
- Saint-Marin,
- Suède,
- Suisse,
- Turquie.

Les seize meilleures nations européennes font leur entrée au tour principal :
- Azerbaïdjan,
- Croatie,
- Espagne,
- France,
- Hongrie,
- Italie,
- Kazakhstan,
- Pologne,
- Portugal,
- Tchéquie,
- Roumanie,
- Russie,
- Serbie,
- Slovaquie,
- Slovénie,
- Ukraine.

En gras, les équipes qualifiées pour la Coupe du monde 2021.

## Tour préliminaire

### Tirage au sort
Le tirage au sort du tour préliminaire a eu lieu le 12 décembre 2018 à Nyon, au siège de l'UEFA. Les équipes sont réparties dans différents chapeaux selon leurs résultats lors de qualifications et phases finales de l'Euro 2016, la Coupe du monde 2016 et l'Euro 2018.
| Position 1                                                                                             | Position 2                                                                | Position 3                                                             | Position 4                                                                |
| --- | ------------------------------------------------------------------------- | ---------------------------------------------------------------------- | ------------------------------------------------------------------------- |
| Biélorussie H Pays-Bas Bosnie-Herzégovine H Belgique Géorgie H Macédoine du Nord H Finlande Lettonie H | Turquie Moldavie H Angleterre Albanie Suède H Monténégro Danemark Norvège | Kosovo Suisse Bulgarie H Arménie Grèce Allemagne Pays de Galles Chypre | Israël Andorre Estonie Malte Gibraltar Saint-Marin Écosse Irlande du Nord |

Les rencontres se déroulent entre le 29 janvier et le 3 février 2019. Les deux premiers de chacun des groupes se qualifient pour le tour suivant.

### Groupe A
| Rang | Équipe     | Pts | J | G | N | P | Bp | Bc | Diff |  | Résultats  |  |     |     |      |
| ---- | ---------- | --- | - | - | - | - | -- | -- | ---- |  | ---------- |  | --- | --- | ---- |
| 1    | Lettonie H | 7   | 3 | 2 | 1 | 0 | 12 | 1  | +11  |  | Lettonie H |  | 3-1 | 0-0 | 9-0  |
| 2    | Angleterre | 6   | 3 | 2 | 0 | 1 | 10 | 8  | +2   |  | Angleterre |  |     | 5-4 | 4-1  |
| 3    | Chypre     | 4   | 3 | 1 | 1 | 1 | 15 | 5  | +10  |  | Chypre     |  |     |     | 11-0 |
| 4    | Gibraltar  | 0   | 3 | 0 | 0 | 3 | 1  | 24 | -23  |  | Gibraltar  |  |     |     |      |

### Groupe B
| Rang | Équipe        | Pts | J | G | N | P | Bp | Bc | Diff |  | Résultats     |  |     |     |     |
| ---- | ------------- | --- | - | - | - | - | -- | -- | ---- |  | ------------- |  | --- | --- | --- |
| 1    | Biélorussie H | 9   | 3 | 3 | 0 | 0 | 17 | 1  | +16  |  | Biélorussie H |  | 5-0 | 7-1 | 5-0 |
| 2    | Kosovo        | 6   | 3 | 2 | 0 | 1 | 10 | 9  | +1   |  | Kosovo        |  |     | 5-1 | 5-3 |
| 3    | Norvège       | 3   | 3 | 1 | 0 | 2 | 7  | 15 | -8   |  | Norvège       |  |     |     | 5-3 |
| 4    | Andorre       | 0   | 3 | 0 | 0 | 3 | 6  | 15 | -9   |  | Andorre       |  |     |     |     |

### Groupe C
| Rang | Équipe              | Pts | J | G | N | P | Bp | Bc | Diff |  | Résultats           |  |     |     |     |
| ---- | ------------------- | --- | - | - | - | - | -- | -- | ---- |  | ------------------- |  | --- | --- | --- |
| 1    | Macédoine du Nord H | 9   | 3 | 3 | 0 | 0 | 15 | 5  | +10  |  | Macédoine du Nord H |  | 3-2 | 5-3 | 7-0 |
| 2    | Albanie             | 6   | 3 | 2 | 0 | 1 | 12 | 6  | +6   |  | Albanie             |  |     | 5-3 | 5-0 |
| 3    | Grèce               | 3   | 3 | 1 | 0 | 2 | 9  | 11 | -2   |  | Grèce               |  |     |     | 3-1 |
| 4    | Saint-Marin         | 0   | 3 | 0 | 0 | 3 | 1  | 15 | -14  |  | Saint-Marin         |  |     |     |     |

### Groupe D
| Rang | Équipe    | Pts | J | G | N | P | Bp | Bc | Diff |  | Résultats |  |     |     |     |
| ---- | --------- | --- | - | - | - | - | -- | -- | ---- |  | --------- |  | --- | --- | --- |
| 1    | Géorgie H | 9   | 3 | 3 | 0 | 0 | 18 | 3  | +15  |  | Géorgie H |  | 5-1 | 7-0 | 6-2 |
| 2    | Allemagne | 4   | 3 | 1 | 1 | 1 | 8  | 9  | -1   |  | Allemagne |  |     | 2-2 | 5-2 |
| 3    | Israël    | 2   | 3 | 0 | 2 | 1 | 3  | 10 | -7   |  | Israël    |  |     |     | 1-1 |
| 4    | Danemark  | 1   | 3 | 0 | 1 | 2 | 5  | 12 | -7   |  | Danemark  |  |     |     |     |

### Groupe E
| Rang | Équipe   | Pts | J | G | N | P | Bp | Bc | Diff |  | Résultats |  |     |     |      |
| ---- | -------- | --- | - | - | - | - | -- | -- | ---- |  | --------- |  | --- | --- | ---- |
| 1    | Belgique | 9   | 3 | 3 | 0 | 0 | 26 | 7  | +19  |  | Belgique  |  | 8-5 | 6-2 | 12-0 |
| 2    | Suède H  | 6   | 3 | 2 | 0 | 1 | 13 | 10 | +3   |  | Suède H   |  |     | 3-1 | 5-1  |
| 3    | Arménie  | 3   | 3 | 1 | 0 | 2 | 6  | 10 | -4   |  | Arménie   |  |     |     | 3-1  |
| 4    | Malte    | 0   | 3 | 0 | 0 | 3 | 2  | 20 | -18  |  | Malte     |  |     |     |      |

### Groupe F
| Rang | Équipe               | Pts | J | G | N | P | Bp | Bc | Diff |  | Résultats            |  |     |     |      |
| ---- | -------------------- | --- | - | - | - | - | -- | -- | ---- |  | -------------------- |  | --- | --- | ---- |
| 1    | Bosnie-Herzégovine H | 9   | 3 | 3 | 0 | 0 | 24 | 4  | +20  |  | Bosnie-Herzégovine H |  | 7-1 | 7-2 | 10-1 |
| 2    | Suisse               | 6   | 3 | 2 | 0 | 1 | 8  | 10 | -2   |  | Suisse               |  |     | 3-2 | 4-1  |
| 3    | Turquie              | 3   | 3 | 1 | 0 | 2 | 8  | 13 | -5   |  | Turquie              |  |     |     | 4-3  |
| 4    | Écosse               | 0   | 3 | 0 | 0 | 3 | 5  | 18 | -13  |  | Écosse               |  |     |     |      |

### Groupe G
| Rang | Équipe     | Pts | J | G | N | P | Bp | Bc | Diff |  | Résultats  |  |     |     |     |
| ---- | ---------- | --- | - | - | - | - | -- | -- | ---- |  | ---------- |  | --- | --- | --- |
| 1    | Pays-Bas   | 9   | 3 | 3 | 0 | 0 | 14 | 4  | +10  |  | Pays-Bas   |  | 4-2 | 6-1 | 4-1 |
| 2    | Monténégro | 4   | 3 | 1 | 1 | 1 | 7  | 5  | +2   |  | Monténégro |  |     | 1-1 | 4-0 |
| 3    | Bulgarie H | 4   | 3 | 1 | 1 | 1 | 5  | 9  | -4   |  | Bulgarie H |  |     |     | 3-2 |
| 4    | Estonie    | 0   | 3 | 0 | 0 | 3 | 3  | 11 | -8   |  | Estonie    |  |     |     |     |

### Groupe H
| Rang | Équipe          | Pts | J | G | N | P | Bp | Bc | Diff |  | Résultats       |  |     |     |      |
| ---- | --------------- | --- | - | - | - | - | -- | -- | ---- |  | --------------- |  | --- | --- | ---- |
| 1    | Moldavie H      | 9   | 3 | 3 | 0 | 0 | 23 | 8  | +15  |  | Moldavie H      |  | 2-1 | 8-4 | 13-3 |
| 2    | Finlande        | 6   | 3 | 2 | 0 | 1 | 17 | 3  | +14  |  | Finlande        |  |     | 7-0 | 9-1  |
| 3    | Pays de Galles  | 3   | 3 | 1 | 0 | 2 | 7  | 17 | -10  |  | Pays de Galles  |  |     |     | 3-2  |
| 4    | Irlande du Nord | 0   | 3 | 0 | 0 | 3 | 6  | 25 | -19  |  | Irlande du Nord |  |     |     |      |

## Tour principal

### Tirage au sort
Le tirage au sort du tour préliminaire a eu lieu le 12 décembre 2018 à la suite de celui du tour préliminaire. Les seize équipes entrant à ce tour sont réparties dans différents chapeaux selon leurs résultats lors de qualifications et phases finales de l'Euro 2016, la Coupe du monde 2016 et l'Euro 2018. Les équipes qualifiées du tour précédent ne sont pas encore connues.
| Position 1                                                                     | Position 2                                                                  | Position 3 | Position 4 |
| ------------------------------------------------------------------------------ | --------------------------------------------------------------------------- | --- | --- |
| Russie Espagne Portugal H Kazakhstan Ukraine (H) Azerbaïdjan H Italie H Serbie | Slovénie Croatie H Hongrie Tchéquie Roumanie H Pologne H France H Slovaquie | A1 ( Lettonie) B1 ( Biélorussie) C1 ( Macédoine du Nord H) D1 ( Géorgie) E1 ( Belgique) F1 ( Bosnie-Herzégovine) G1 ( Pays-Bas) H1 ( Moldavie) | A2 ( Angleterre) B2 ( Kosovo) C2 ( Albanie) D2 ( Allemagne) E2 ( Suède) F2 ( Suisse) G2 ( Monténégro) H2 ( Finlande) |

Les rencontres se déroulent entre le 23 et le 27 octobre 2019. L'Ukraine devait initialement accueilir mais la Macédoine du Nord l'a remplacée. Les deux premiers de chacun des groupes se qualifient pour le tour suivant.

### Groupe 1
| Rang | Équipe    | Pts | J | G | N | P | Bp | Bc | Diff |  | Résultats |  |     |     |     |
| ---- | --------- | --- | - | - | - | - | -- | -- | ---- |  | --------- |  | --- | --- | --- |
| 1    | Espagne   | 9   | 3 | 3 | 0 | 0 | 11 | 4  | +7   |  | Espagne   |  | 4-1 | 3-2 | 4-1 |
| 2    | Finlande  | 6   | 3 | 2 | 0 | 1 | 8  | 7  | +1   |  | Finlande  |  |     | 5-2 | 2-1 |
| 3    | Géorgie   | 3   | 3 | 1 | 0 | 2 | 7  | 10 | -3   |  | Géorgie   |  |     |     | 3-2 |
| 4    | Pologne H | 0   | 3 | 0 | 0 | 3 | 4  | 9  | -5   |  | Pologne H |  |     |     |     |

### Groupe 2
| Rang | Équipe              | Pts | J | G | N | P | Bp | Bc | Diff |  | Résultats           |  |     |     |     |
| ---- | ------------------- | --- | - | - | - | - | -- | -- | ---- |  | ------------------- |  | --- | --- | --- |
| 1    | Slovénie            | 7   | 3 | 2 | 1 | 0 | 15 | 4  | +11  |  | Slovénie            |  | 2-2 | 7-1 | 6-1 |
| 2    | Ukraine             | 7   | 3 | 2 | 1 | 0 | 14 | 4  | +10  |  | Ukraine             |  |     | 7-1 | 5-1 |
| 3    | Kosovo              | 3   | 3 | 1 | 0 | 2 | 9  | 19 | -10  |  | Kosovo              |  |     |     | 7-5 |
| 4    | Macédoine du Nord H | 0   | 3 | 0 | 0 | 3 | 7  | 18 | -11  |  | Macédoine du Nord H |  |     |     |     |

### Groupe 3
| Rang | Équipe        | Pts | J | G | N | P | Bp | Bc | Diff |  | Résultats     |  |     |     |     |
| ---- | ------------- | --- | - | - | - | - | -- | -- | ---- |  | ------------- |  | --- | --- | --- |
| 1    | Azerbaïdjan H | 9   | 3 | 3 | 0 | 0 | 8  | 3  | +5   |  | Azerbaïdjan H |  | 2-0 | 3-2 | 3-1 |
| 2    | Slovaquie     | 6   | 3 | 2 | 0 | 1 | 12 | 6  | +6   |  | Slovaquie     |  |     | 5-0 | 7-4 |
| 3    | Monténégro    | 3   | 3 | 1 | 0 | 2 | 6  | 11 | -5   |  | Monténégro    |  |     |     | 4-3 |
| 4    | Moldavie      | 0   | 3 | 0 | 0 | 3 | 8  | 14 | -6   |  | Moldavie      |  |     |     |     |

### Groupe 4
| Rang | Équipe      | Pts | J | G | N | P | Bp | Bc | Diff |  | Résultats   |  |     |     |     |
| ---- | ----------- | --- | - | - | - | - | -- | -- | ---- |  | ----------- |  | --- | --- | --- |
| 1    | Italie H    | 7   | 3 | 2 | 1 | 0 | 11 | 5  | +6   |  | Italie H    |  | 3-3 | 4-1 | 4-1 |
| 2    | Biélorussie | 7   | 3 | 2 | 1 | 0 | 10 | 5  | +5   |  | Biélorussie |  |     | 2-0 | 5-2 |
| 3    | Hongrie     | 3   | 3 | 1 | 0 | 2 | 4  | 6  | -2   |  | Hongrie     |  |     |     | 3-0 |
| 4    | Angleterre  | 0   | 3 | 0 | 0 | 3 | 3  | 12 | -9   |  | Angleterre  |  |     |     |     |

### Groupe 5
| Rang | Équipe     | Pts | J | G | N | P | Bp | Bc | Diff |  | Résultats  |  |     |     |     |
| ---- | ---------- | --- | - | - | - | - | -- | -- | ---- |  | ---------- |  | --- | --- | --- |
| 1    | Kazakhstan | 9   | 3 | 3 | 0 | 0 | 13 | 2  | +11  |  | Kazakhstan |  | 4-2 | 5-0 | 4-0 |
| 2    | Roumanie H | 4   | 3 | 1 | 1 | 1 | 6  | 6  | 0    |  | Roumanie H |  |     | 1-1 | 3-1 |
| 3    | Pays-Bas   | 2   | 3 | 0 | 2 | 1 | 5  | 10 | -5   |  | Pays-Bas   |  |     |     | 4-4 |
| 4    | Albanie    | 1   | 3 | 0 | 1 | 2 | 5  | 11 | -6   |  | Albanie    |  |     |     |     |

### Groupe 6
| Rang | Équipe   | Pts | J | G | N | P | Bp | Bc | Diff |  | Résultats |  |     |     |     |
| ---- | -------- | --- | - | - | - | - | -- | -- | ---- |  | --------- |  | --- | --- | --- |
| 1    | Serbie   | 9   | 3 | 3 | 0 | 0 | 14 | 5  | +9   |  | Serbie    |  | 5-4 | 2-1 | 7-0 |
| 2    | France H | 6   | 3 | 2 | 0 | 1 | 12 | 9  | +3   |  | France H  |  |     | 5-3 | 3-1 |
| 3    | Belgique | 3   | 3 | 1 | 0 | 2 | 13 | 10 | +3   |  | Belgique  |  |     |     | 9-3 |
| 4    | Suisse   | 0   | 3 | 0 | 0 | 3 | 4  | 19 | -15  |  | Suisse    |  |     |     |     |

### Groupe 7
| Rang | Équipe             | Pts | J | G | N | P | Bp | Bc | Diff |  | Résultats          |  |     |     |     |
| ---- | ------------------ | --- | - | - | - | - | -- | -- | ---- |  | ------------------ |  | --- | --- | --- |
| 1    | Russie             | 7   | 3 | 2 | 1 | 0 | 13 | 7  | +6   |  | Russie             |  | 2-2 | 4-2 | 7-3 |
| 2    | Croatie H          | 7   | 3 | 2 | 1 | 0 | 9  | 3  | +6   |  | Croatie H          |  |     | 4-0 | 3-1 |
| 3    | Bosnie-Herzégovine | 3   | 3 | 1 | 0 | 2 | 8  | 11 | -3   |  | Bosnie-Herzégovine |  |     |     | 6-3 |
| 4    | Suède              | 0   | 3 | 0 | 0 | 3 | 7  | 16 | -9   |  | Suède              |  |     |     |     |

### Groupe 8
| Rang | Équipe     | Pts | J | G | N | P | Bp | Bc | Diff |  | Résultats  |  |     |     |     |
| ---- | ---------- | --- | - | - | - | - | -- | -- | ---- |  | ---------- |  | --- | --- | --- |
| 1    | Portugal H | 9   | 3 | 3 | 0 | 0 | 13 | 1  | +12  |  | Portugal H |  | 4-1 | 4-0 | 5-0 |
| 2    | Tchéquie   | 6   | 3 | 2 | 0 | 1 | 11 | 5  | +6   |  | Tchéquie   |  |     | 7-1 | 3-0 |
| 3    | Lettonie   | 3   | 3 | 1 | 0 | 2 | 8  | 13 | -5   |  | Lettonie   |  |     |     | 7-2 |
| 4    | Allemagne  | 0   | 3 | 0 | 0 | 3 | 2  | 15 | -13  |  | Allemagne  |  |     |     |     |

## Tour élite

### Tirage au sort
Le tirage au sort du tour préliminaire a lieu le 7 novembre 2019 à Nyon, au siège de l'UEFA. Les équipes qui ont remporté leur groupe du tour principal sont réparties en deux chapeaux selon leur coefficient. Les deuxièmes de tour précédent sont dans un seul chapeau dont deux boules sont tirées pour chaque groupe.
Sept pays (indiqués par un H dans le tableau ci-dessous) sont candidats pour accueillir un groupe. La première partie du tirage au sort consiste à déterminer ceux qui le seront effectivement.
| Position 1                                   | Position 2                           | Positions 3 & 4                           | Positions 3 & 4                       |
| -------------------------------------------- | ------------------------------------ | ----------------------------------------- | ------------------------------------- |
| Russie (H) Espagne (H) Portugal H Kazakhstan | Azerbaïdjan Italie Serbie H Slovénie | Ukraine (H) Croatie H Tchéquie H Roumanie | France Slovaquie Biélorussie Finlande |

Les rencontres se déroulent entre le 29 janvier et le 5 février 2020. Le premier de chaque groupe se qualifie pour la coupe du monde. Les deuxièmes participent aux barrages.

### Groupe A
Les matchs se déroulent au Pavilhão Desportivo Municipal (en) de Póvoa de Varzim les 30, 31 janvier et 2 février 2020.
| Rang | Équipe      | Pts | J | G | N | P | Bp | Bc | Diff |  | Résultats   |  |     |     |     |
| ---- | ----------- | --- | - | - | - | - | -- | -- | ---- |  | ----------- |  | --- | --- | --- |
| 1    | Portugal H  | 7   | 3 | 2 | 1 | 0 | 8  | 4  | +4   |  | Portugal H  |  | 2-2 | 4-1 | 2-1 |
| 2    | Finlande    | 5   | 3 | 1 | 2 | 0 | 8  | 6  | +2   |  | Finlande    |  |     | 2-2 | 4-2 |
| 3    | Italie      | 4   | 3 | 1 | 1 | 1 | 8  | 9  | -1   |  | Italie      |  |     |     | 5-3 |
| 4    | Biélorussie | 0   | 3 | 0 | 0 | 3 | 6  | 11 | -5   |  | Biélorussie |  |     |     |     |

### Groupe B
Les matchs se déroulent au Sportski centar Čair de Niš les 1er, 2 et 4 février 2020.
| Rang | Équipe   | Pts | J | G | N | P | Bp | Bc | Diff |  | Résultats |  |     |     |     |
| ---- | -------- | --- | - | - | - | - | -- | -- | ---- |  | --------- |  | --- | --- | --- |
| 1    | Espagne  | 9   | 3 | 3 | 0 | 0 | 11 | 3  | +8   |  | Espagne   |  | 5-1 | 3-1 | 3-1 |
| 2    | Serbie H | 6   | 3 | 2 | 0 | 1 | 10 | 9  | +1   |  | Serbie H  |  |     | 4-2 | 5-2 |
| 3    | France   | 1   | 3 | 0 | 1 | 2 | 5  | 9  | -4   |  | France    |  |     |     | 2-2 |
| 4    | Ukraine  | 1   | 3 | 0 | 1 | 2 | 5  | 10 | -5   |  | Ukraine   |  |     |     |     |

### Groupe C
Les matchs se déroulent au Dvorana Gradski vrt d'Osijek les 29, 30 janvier et 1er février 2020.
| Rang | Équipe      | Pts | J | G | N | P | Bp | Bc | Diff |  | Résultats   |  |     |     |     |
| ---- | ----------- | --- | - | - | - | - | -- | -- | ---- |  | ----------- |  | --- | --- | --- |
| 1    | Russie      | 6   | 3 | 2 | 0 | 1 | 14 | 8  | +6   |  | Russie      |  | 4-3 | 3-4 | 7-1 |
| 2    | Croatie H   | 6   | 3 | 2 | 0 | 1 | 8  | 6  | +2   |  | Croatie H   |  |     | 2-0 | 3-2 |
| 3    | Azerbaïdjan | 4   | 3 | 1 | 1 | 1 | 7  | 8  | -1   |  | Azerbaïdjan |  |     |     | 3-3 |
| 4    | Slovaquie   | 1   | 3 | 0 | 1 | 2 | 6  | 13 | -7   |  | Slovaquie   |  |     |     |     |

### Groupe D
Les matchs se déroulent au Sportovní hala Vodova (en) de Brno les 2, 3 et 5 février 2020.
| Rang | Équipe     | Pts | J | G | N | P | Bp | Bc | Diff |  | Résultats  |  |     |     |     |
| ---- | ---------- | --- | - | - | - | - | -- | -- | ---- |  | ---------- |  | --- | --- | --- |
| 1    | Kazakhstan | 6   | 3 | 2 | 0 | 1 | 10 | 8  | +2   |  | Kazakhstan |  | 5-2 | 1-3 | 4-3 |
| 2    | Tchéquie H | 6   | 3 | 2 | 0 | 1 | 9  | 6  | +3   |  | Tchéquie H |  |     | 4-0 | 3-1 |
| 3    | Roumanie   | 4   | 3 | 1 | 1 | 1 | 7  | 9  | -2   |  | Roumanie   |  |     |     | 4-4 |
| 4    | Slovénie   | 1   | 3 | 0 | 1 | 2 | 8  | 11 | -3   |  | Slovénie   |  |     |     |     |

## Matchs de barrage
Les deuxièmes s'affronteront en deux matchs aller-retour selon le tirage au sort effectué à la suite de celui du tour élite. Les vainqueurs de ces confrontations sont qualifiés pour la Coupe du monde 2021. Les rencontres, prévues les 9 et 12 avril 2020, sont reportées aux 6, 7 et 10 novembre 2020 en raison de la pandémie de Covid-19.
| Équipe 1 | Résultat          | Équipe 2 | Aller | Retour |
| -------- | ----------------- | -------- | ----- | ------ |
| Croatie  | 4-4, 5-6 t. a. b. | Tchéquie | 2-2   | 2-2 ap |
| Serbie   | 6-5               | Finlande | 1-0   | 5-5    |

## Liste des 7 qualifiés pour la phase finale
| Nombre | Équipe     | Raison                                          | Date de qualification |
| ------ | ---------- | ----------------------------------------------- | --------------------- |
| 1      | Lituanie   | Qualifié d’office en tant que pays organisateur | 26 octobre 2018       |
| 2      | Russie     | Vainqueur du groupe C                           | 1er février 2020      |
| 3      | Portugal   | Vainqueur du groupe A                           | 2 février 2020        |
| 4      | Espagne    | Vainqueur du groupe B                           | 4 février 2020        |
| 5      | Kazakhstan | Vainqueur du groupe D                           | 5 février 2020        |
| 6      | Tchéquie   | Vainqueur du barrage                            | 10 novembre 2020      |
| 7      | Serbie     | Vainqueur du barrage                            | 9 décembre 2020       |